# Acacia verheijenii
Acacia verheijenii är en ärtväxtart som beskrevs av Ivan Christian Nielsen. Acacia verheijenii ingår i släktet akacior, och familjen ärtväxter. Inga underarter finns listade i Catalogue of Life.